# Echo (actualiteitenrubriek)
Echo was een Nederlandse actualiteitenrubriek van de KRO die van 1954 tot en met 1995 doordeweeks op de radiozenders Hilversum 1 en Hilversum 2 werd uitgezonden. Er waren korte en langere uitzendingen. Eind jaren 70 en begin jaren 80 werd er ook op Hilversum 3 uitgezonden op het halve uur, onder meer in de programma's Manneke Pop en Het leven begint na zeven.
Het programma werd onder meer gepresenteerd door Ben Kolster, Violet Falkenburg, Vincent van Engelen, Ad Langebent, Lex Lammen (1976-1984), Amanda Spoel, Ton Verlind, Frans Regtien, Hans Smit en Maartje van Weegen. Jan Scholtens was in de jaren zestig buitenland verslaggever op locatie. 

## Meer informatie
- http://beeldengeluidwiki.nl/index.php/Echo